# Псекупский музеум
Псекупский музеум — музей, основанный в 1864 году в станице Ключевой.

## История
10 мая 1862 года Александр II утвердил «Положение о заселении предгорий западной части Северного Кавказа». В свете этих событий, в 1864 году был сформирован Псекупский конный полк. Штаб квартира полка располагалась в ст. Ключевой (сейчас г. Горячий Ключ).
Командиром Псекупского полка, чуть более чем за месяц до окончания многолетней Кавказской войны, был назначен полковник Кубанского казачьего войска Иван Диомидович Попко — военный, административный и общественный деятель, писатель, историк, этнограф, журналист. 
Будучи командиром Псекупского полка, первостепенной задачей И. Д. Попко считал поддержание на должном уровне боевого состояния части, а также обустройство быта новых поселенцев. Однако, наблюдая за деятельностью вверенных ему казаков, «нашел полезным приостановить окончательное истребление следов, оставленных в районе полка абадзехами и шапсугами» и с этой целью обратился ко всем начальникам станиц Ставропольской, Афипской, Супской (сейчас Калужской), Чибийской, Бакинской, Псекупской, Ключевой, Фанагорийской с письмом от 4-го июня 1864 года. 
В письме И. Д. Попко отмечает: «Западный Кавказ всегда оставлял живейшее любопытство для Европейской науки, но до настоящего времени он оставался малодоступным для исследования быта народа, его населяющего. Ныне историческая судьба этого народа совершилась, и через короткое время не останется и слабых следов его существования в горах. Памятники эти, конечно, бедны, как и самая прошедшая жизнь закубанских горцев, но они составляют драгоценный материал для изучения народа, для определения степени его умственного и промышленного развития». В письме он просит «заняться собиранием предметов» таких как: домашняя посуда, мебель, земледельческие и другие орудия, архитектурные украшения и вообще все, что служило для жизни горцев в домашнем быту. Предметы И. Д. Попко просил пересылать в полковую штаб-квартиру, где из них будет учрежден «музеум, не блестящий, конечно, но в высшей степени интересный для ученых посетителей, в которых мы не будем иметь недостатка». Вышеприведенное письмо положило начало этнографическому отделению «Псекупского музеума», как называл его И. Д. Попко, учрежденного при штаб-квартире Псекупского полка.
Ввиду того, что штаб-квартира Псекупского конного полка в ст. Ключевой не предполагала хранение экспонатов, через некоторое время, из-за отсутствия свободного места, встал вопрос, где же все эти предметы хранить. И тогда для помещения экспонатов «Псекупского музеума» была специально построена черкесская сакля «деревянная, срубленная из накатин, покрыта камышом под гребень, с одною дверью из частокола…Длина семь аршин, ширина четыре аршина, вышина три аршина».
В описи домашней утвари и хозяйственных орудий абадзехов, составленной 10 сентября 1866 года, значились такие предметы как: корытца для сервирования жидких кушаньев; поднос круглый с ручками; ступа для толчения соли; складной налой для чтения Корана; поставец для хранения съестных припасов, длиною в 3 аршина и глубиною 1 аршин; детская колыбель. Среди хозяйственных орудий значились такие, как плуг с прибором, коса, лопата, ручная мельница с деревянными жерновами для отшелушивания просо и полбы, пресс для добывания воска, станок для трепания пеньки, небольшая ручная жернова, плетеный из прутьев улей.
9 мая 1867 года в ст. Ключевую приехал наместник Государя на Кавказе Великий князь Михаил Николаевич, Главнокомандующий Кавказской Армией. Во время визита он посетил «Псекупский музеум», состоящий уже к тому времени из трех отделений: этнографического, минералогического и палеонтологического.

## Возрождение Псекупского музея
В 2021 году городской исторический музей города Горячий Ключ одержал победу в конкурсе президентского Фонда культурных инициатив с проектом «Первый музей на Кавказе». Творческая концепция проекта была направлена на исследование, сохранение и раскрытие перед широкой публикой традиций Псекупского музеума, который, по задумке его основателя, служил сохранению традиций и памятников культуры и быта коренных народов Кавказа.